# Благовіст
Бла́гові́ст — різновид церковного передзвону, здійснюється одним великим дзвоном, що сповіщає про початок богослужіння; або просто найбільший дзвін на церковній дзвіниці.
Дзвоніння при цьому здійснюється розмірено ударами в один дзвін, сповіщаючипро початок богослужіння. А під час служби провадиться згідно з церковним статутом, який визначає характер, мелодику дзвоніння в певні дні, кількість ударів, а інколи й сам дзвін.
У Типіконах назва «благовіст» не вживається. У православних монастирях — заклик до трапези.

## Особливості
Практика церковного дзвоніння поширилася на Русі разом із християнством.
Розрізняють благовіст звичайний, або частий і «пісний» чи рідкий (у менший дзвін або у буденні дні Великого посту). Свої особливості має благовіст до всеношної, похоронної відправ тощо. Практика дзвонити перед початком ранкової, вечірньої служби відома і в обрядах Римо-католицької церкви.